# Tim Borowski
Tim Borowski (* 2. května 1980, Neubrandenburg, Německo) je bývalý německý fotbalista. Téměř celou svou kariéru hrál profesionálně za SV Werder Bremen, pouze jednu sezonu strávil v FC Bayern Mnichov.
Za národní A-mužstvo Německa debutoval 22. srpna 2002 v přátelském zápase proti Bulharsku (remíza 2:2), dostal se na hřiště v závěru zápasu.

## Úspěchy
Klub:
- Bundesliga – vítěz (2003/04) s Werder Bremen
- DFB-Pokal – vítěz 2004 s Werder Bremen
- Mistr Německa do 19 let s Werder Bremen

Reprezentace:
- Mistrovství světa ve fotbale – 3. místo (2006)
- Mistrovství Evropy ve fotbale – 2. místo (2008)
- Konfederační pohár FIFA – 3. místo (2005)